# Erra jõgi
Erra jõgi är ett vattendrag i Estland.   Det ligger i landskapet Ida-Virumaa, i den nordöstra delen av landet, 130 km öster om huvudstaden Tallinn.